# День визволення тибетців із кріпацтва
День визволення кріпаків (спрощ.: 西藏百万农奴解放纪念日; кит. трад.: 西藏百萬農奴解放紀念日; піньїнь: Bàiwàn Nóngnú Jiěfàng Jìnìan Rì), 28 березня є щорічним святом у Тибетському автономному районі Китаю, яке відзначає визволення кріпаків у Тибеті. Свято було закріплене тибетським законодавством 19 січня 2009 року і зміни оприлюднені того ж року. У сучасній історії Тибету 28 березня 1959 був днем, коли Тибетський уряд був оголошений поза законом Китаєм, який, відповідно до офіційної китайської історіографії, визволив тибетців із феодалізму та теократії. Голова уряду, Далай-лама XIV, назвав це свято відволіканням від поточних проблем у Тибеті.

## Історія
Свято було оголошене для того, щоб відзначити 50-ту річницю початку «демократичних реформ» Тибетської феодальної теократичної соціальної структури суспільства 28 березня 1959 року, коли відповідно до точки зору Китаю один мільйон людей було визволено з кріпацтва. Китайська Народна Республіка була проголошена у 1949 році й отримала контроль над Тибетом у 1951. Мао Цзедун вступив у переговори з Далай-ламою XIV для того, щоб розпочати земельну реформу, але отримав у 1957 році відповідь, що будь-яка реформа має бути схвалена Тибетською знаттю. Мао був здивований Тибетським повстанням, яке китайські історики називають спробою феодальних лордів продовжити цю систему назавжди. but the Dalai Lama calls a «national uprising». У ретроспективі Далай-лама також віддавав перевагу терміну «бідні люди» для Тибетців, для яких, як він сказав, визначення «кріпак» є сумнівним. Він також стверджує, що урядом Тибету було складено план поступового погашення спадкових боргів, але центральний уряд не наважувався, воліючи робити речі по-своєму.
28 березня у тому, що China Daily назвала одночасним «кінцем кріпацтва і ліквідацією ієрархічної соціальної системи, що характеризується теократією», Чжоу Еньлай видав наказ Державної ради, що оголошував «розпуск» уряду Тибету. Наказ також направляв Народно-визвольну армію для придушення повстання, конфіскації майна повстанців і передачі його кріпакам, кількість яких Китай оцінював у 90% складу населення Тибету. Повідомлялося, що кріпаки палили свої феодальні контракти та танцювали на вулицях. Анна Луїза Стронг назвала 17 липня визначною датою, коли феодальні повинності були скасовані Підготовчим комітетом Тибетського автономного району. Воррен У. Сміт погоджується і вважає, що уряд, натомість, обрав 28 березня як «контрпропаганду» для заворушень у Тибеті у 2008 році.

## Законопроєкт
У поданні тибетської законодавства, Пан Бойонг, Заступник Генерального секретаря Тибетського регіонального Постійного комітету Конгресу заявив, що законопроєкт покликаний «нагадати усім китайцям, включаючи тибетців, відправну точку „демократичних реформ“ розпочатих 50 років тому; відтоді мільйони рабів феодалів стали господарями власного життя». 19 січня 2009 року, на другій щорічній сесії дев'ятого регіонального Народного Конгресу у 2009 році, 382 законодавців одностайно проголосували за законопроєкт, визначивши 28 березня щорічним Днем визволення кріпаків.

## Виконання
День визволення кріпаків святкували в місті Лхаса 28 березня 2009 року. Хода розпочалась о 10 годині ранку біля палацу Потала, і тодішній губернатор К'янгба Пунког головував на заході, одягнутий у традиційне тибетське вбрання. Місцевий секретар Комуністичної партії Чжан Цінлі також був присутній. «Представники колишніх кріпаків», студенти і солдати виступали тибетською та мандаринською мовами. Тибетські студенти та пастухи зібралися і майоріли китайськими національними прапорами. Було присутньо приблизно 13 280 людей.

## Реакція
Офіс Далай-лами засудив свято, заявивши, що Китай намагається оголосити нове свято для «уникнення ситуації» у Тибеті. Кент Юінг, журналіст Asia Times, назвав це свято «нагадуванням феодальної системи, яка існувала в Тибеті до китайського вторгнення у 1950 році», але вважає, що свято буде дратувати тибетців. Тсерінг Шак'я перегукується із засудженнями Далай-лами, і також називає це святкування «Хореографічною постановою» для «демонстрації публічної масової підтримки керівництву у Пекіні» у відповідь на «широке поширення протестів, які сталися на тибетському плато у березні-квітні 2008 року» (див. Тибетські заворушення 2008 року). Групи підтримки Тибету відкинули «День визволення кріпаків» як інструмент пропаганди.